# Воротники (слобода)
Воро́тники (Воротниковская (Воротничья) слобода) — одна из московских слобод. Существовала в XVI—XVII вв. в пределах современного Тверского района.
Слободу Воротники населяли сторожа московских крепостных ворот, число которых росло вместе с расширением московских укреплений. Память о слободе сохранена в названии Воротниковского переулка.
К началу XVII века Москва обзавелась мощными укреплениями, которые состояли из четырёх линий — Кремля, Китай-города, Белого города и Земляного города. В их стенах находилось около тридцати ворот с надвратными башнями. Стража, несшая караул у ворот и в башнях именовалась воротниками. Также существует версия, что так назывались те члены орудийного расчёта, которые перед выстрелом из орудия приподнимали защитный щит — «ворот».
При приёме новых воротников на службу их приводили «к вере», они давали присягу не брать взяток, соблюдать дисциплину и верность государю. В слободе воротников была приходская церковь святого Пимена «в Старых Воротниках». Первые упоминания о ней датируются концом XVI столетия, в 1682 году она была перестроена в камне. Сама слобода Воротники позднее была перенесена на окраину Москвы и с тех пор именовалась Новые Воро́тники. Новые Воротники дали название Нововоротниковскому переулку.